# کیمیاگر تمام‌فلزی: برادری
کیمیاگر تمام‌فلزی: برادری (ژاپنی: 鋼の錬金術師 هپبورن: Hagane no Renkinjutsushi) یک مجموعه تلویزیونی انیمه ژاپنی به کارگردانی یاسوهیرو ایری و نویسندگی هیروشی اونوگی از محصولات استودیو بونز است که اقتباسی از مجموعه مانگا کیمیاگر تمام‌فلزی اثر هیرومو آراکاوا است. کیمیاگر تمام‌فلزی: برادری دومین مجموعه تلویزیونی انیمه بر اساس نسخه مانگا به‌شمار می‌رود، و اولین فصل به تعداد ۵۱ قسمت در سال ۲۰۰۳ پخش شد. این مجموعه به تعداد ۶۴ قسمت برای اولین بار در روزهای یکشنبه از ۵ آوریل ۲۰۰۹ تا ۴ ژوئیه ۲۰۱۰ در شبکه‌های ام‌بی‌اِس/تی‌بی‌اِس پخش شد. صداپیشگان قبلی مجموعه شامل رومی پاکو و ریه کوگیمیا در این نسخه نیز به ایفای نقش‌های شخصیت‌های اصلی اِدوارد و آلفونسو الریک پرداخته‌اند.
تا به حال این انیمه بالاترین امتیاز را در سایت مای انیمه لیست دارد و در لیست ۲۵۰ سریال برتر IMDb با امتیاز ۹٫۱ بالاترین رتبه را نسبت به بقیه انیمه‌ها دارد.

## داستان
دو برادر به نام‌های ادوارد و آلفونسو الریک در پی یک تلاش ناکام برای زنده کردن مادرشان بهایی جبران ناپذیر را می‌پردازند. ادوارد پای چپش و آلفونسو تمام بدنش را از دست می‌دهد. ادوارد دست راست خود را فدا کرده و روح آلفونسو را به یک زره پیوند می‌دهد. آن دو پس از آن به دنبال راهی برای بازگرداندن بدنشان می‌گردند. اما در این راه موجودات به نام هامون گلس‌ها سد راهشان می‌شوند …